# Tássia Pereira de Souza Carcavalli
Tássia Pereira de Souza Carcavalli, conosciuta semplicemente come Tássia  (San Paolo, 31 maggio 1992), è una cestista brasiliana.

## Carriera
Con il Brasile ha vinto il bronzo ai XVI Giochi panamericani, e l'oro ai FIBA South American Championship 2010. Ha disputato i Giochi della XXX Olimpiade.